# Alianza FC (Panama)
Alianza FC is een Panamese voetbalclub uit Chilibre.

## Erelijst
- Tweede klasse

1999